# Kvazisatelit
Kvazisatelit je objekt posebne koorbitalne konfiguracije u orbitalnoj rezonanciji od 1:1 u odnosu na planet oko kojeg ostaje u neposrednoj blizini tijekom velikog broja orbitalnih razdoblja.
Orbitalno razdoblje oko Sunca i pripadajućeg planeta kod kvazisatelita je jednako, a jedina razlika je u ekscentricitetu orbite koji je kod kvazisatelita obično veći. Gledano iz perspektive planeta, kvazisatelit ima retrogradnu i veoma izduženu putanju.
Od „pravih satelita“ razlikuju se po tome što se nalaze izvan planetarnog gravitacijskog polja koje satelite drži u pravilnim orbitama oko planeta (zona Hillove sfere) i imaju nestabilnu rezonanciju. To znači da kvazisateliti tijekom vremena mogu promijeniti rezonanciju svog kretanja i da se znatno udalje od planeta, ali i da se kasnije ponovo vrate u kvazisatelitsku orbitu.

## Primjeri

### Venera
- 2002 VE68

### Zemlja
- 3753 Kruitne
- (164207) 2004 GU9
- (277810) 2006 FV35
- 2013 LX28
- 2014 OL339
- 469219 Kamoʻoalewa

### Neptun
- (309239) 2007 RW10

### Pluton
- 15810 Arawn